# Eva Lippold
Eva Lippold geboren als Eva Rutkowski (* 15. April 1909 in Magdeburg; † 12. Juni 1994 in Zossen) war eine deutsche Widerstandskämpferin, Schriftstellerin und Komponistin.

## Leben
Eva Rutkowski war eine „uneheliche“ Tochter einer Büglerin. Die Identität ihres Vaters ist nicht geklärt. Acht von zwölf Geschwistern starben an Schwindsucht. 1921 wurde sie in der Arbeiterjugendbewegung aktiv. Sie absolvierte eine kaufmännische Ausbildung und arbeitete als Stenotypistin. Von 1928 bis 1931 war sie Mitglied der SPD und wechselte dann zur KPD. Im Oktober 1930 heiratete sie Rudolf Lippold, von dem sie sich bereits im April 1931 wieder scheiden ließ. Eng verbunden war sie mit Karl Raddatz.
Ab 1931 arbeitete sie als Schreibkraft in der Redaktion der KPD-Zeitung Tribüne. Zusammen mit ihrem Lebensgefährten Hermann Danz leistete sie Widerstand gegen den Nationalsozialismus in Magdeburg und nach der Verhaftung von Danz für die Rote Hilfe Deutschlands in Berlin. 1934 wurde sie deshalb von der Gestapo verhaftet und am 25. Juli 1935 im Verfahren des Volksgerichtshofes gegen „Rudolf Claus und Andere“ zu 9 Jahren Zuchthaus verurteilt. Arthur Weisbrodt erhielt 7 Jahre Zuchthaus; Rudolf Claus wurde am 17. Dezember 1935 in Berlin-Plötzensee hingerichtet.
Von 1935 bis 1943 war Eva Lippold in den Zuchthäusern in Jauer und Waldheim eingekerkert. Nach der Entlassung 1943 wurde sie zur Zwangsarbeit in einem Rüstungsbetrieb dienstverpflichtet. Wegen „illegaler Tätigkeit“ als Mitglied des NKFD und der Widerstandsgruppe Danz-Schwantes in Magdeburg (im weitesten Sinne ein Ableger der Saefkow-Jacob-Bästlein-Organisation) wurde sie im Juli 1944 erneut verhaftet. Während ihrer Haftzeit begann sie zu dichten und fand Melodien für einige ihrer Gedichte.
Nach der Befreiung war sie für den Hauptausschuss Opfer des Faschismus (OdF) in Ost-Berlin tätig. Zudem war sie kulturpolitisch in der Sowjetischen Besatzungszone aktiv und wurde Parteisekretär der SED-Organisation im Schriftstellerverband der DDR. Sie lebte in Berlin und war als Herausgeberin, Nachdichterin sowie Kritikerin tätig.
1948 heiratete sie Cay von Brockdorff und zog mit ihm und seiner Tochter Saskia von Brockdorff nach Kallinchen bei Zossen.
Ab 1950 war sie freiberufliche Schriftstellerin und verarbeitete ihre Erfahrungen aus dem Widerstand gegen den Nationalsozialismus und der Haftzeit mit der Herausgabe eines biographischen Lexikons mit Briefen und Lebensbildern ermordeter Widerstandskämpfer, ihren Romanen, Gedichten, Erzählungen und Briefpublikationen.
Bestattet wurde Eva Lippold auf dem Friedhof Kallinchen am 18. Juni 1994. Die Trauerrede hielt Günther Rücker.
Ein Teil ihres schriftlichen Nachlasses befindet sich im SAPMO-Archiv.

## Ehrungen
- 1975 Kunstpreis des FDGB
- 1980 Nationalpreis der DDR I. Klasse für Kunst und Literatur im Kollektiv[6]
- 1989 die Ehrenspange zum Vaterländischen Verdienstorden in Gold.[7]

## Werke (Auswahl)
- Erkämpft das Menschenrecht. Briefe und Lebensbilder antifaschistischer Widerstandskämpfer. 1958
- Lincolns letzte Reise. 1959
- Ich höre Amerika singen. 1962
- Haus der schweren Tore. Berlin 1971
- Leben wo gestorben wird. Berlin 1974

## Film
Nach den Romanen Haus der schweren Tore und Leben, wo gestorben wird  entstand 1980 der DEFA-Film Die Verlobte.